# Guerres baloutches
Un conflit de basse intensité oppose depuis l’indépendance du Pakistan l'armée pakistanaise aux tribus baloutches (voir Baloutchistan) menées par le Front de libération du Baloutchistan. Par commodité, ce conflit, qui connaît cinq périodes actives, est nommé ici guerres baloutches.

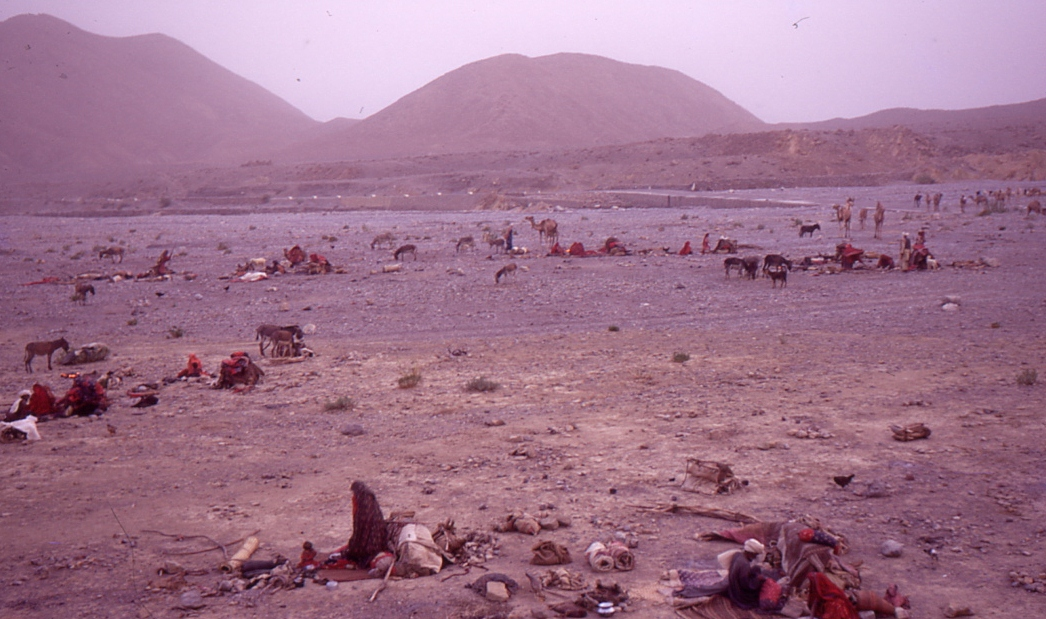
Campement de tribu nomade au Baloutchistan, près de Nokkundi, en 1969.

## Origines
Pour les tribus baloutches, l’objectif est d’obtenir un meilleur partage des richesses de leur province. Celle-ci est en effet riche de différents gisements : gaz, zinc, charbon, fer et cuivre.
Au total 20 % des richesses minières du Pakistan se trouvent au Balouchistan, qui n’en profite pas. Le gaz est acheté à bas prix par l’État (27 roupies l’unité, contre 170 à 190 roupies dans les autres provinces) ; l’État investit peu dans la région (quatre districts sur 24 approvisionnés en gaz, alors que le Balouchistan est producteur ; pas de route). Par conséquent, la province demeure pauvre.
De plus, le Pakistan réalise d’importants investissements dans le port de Gwadar (port en eaux profondes achevé en 2005, une deuxième phase est en cours jusqu’en 2010), qui est au débouché des infrastructures en cours de construction pour désenclaver l’Asie centrale, oléoduc mais aussi route et voie ferrée. Ce port est donc extrêmement important pour l’Occident, mais aussi pour la Chine, qui est co-investisseur, car le port de Gwadar offre un débouché à la Chine du sud-ouest, via la route du Karakorum. Il est aussi prévu que la flotte militaire chinoise y fasse des escales. Cependant, aucun investissement n’est fait dans l’arrière-pays, et la ville se retrouve peuplée par des Pakistanais originaires des autres régions, d’où un sentiment de dépossession.

## Conflits
Un premier soulèvement se produit après l’indépendance du Pakistan, le deuxième en 1955, le troisième en 1958-1969, le quatrième qui est le plus meurtrier (8 000 morts) de 1973 à 1977.

### Conflit depuis les années 2000
Le conflit est réactivé depuis février 2004. Les tribus lancent des attaques à l’arme lourde contre les forces de sécurité et les forces armées du Pakistan, des attentats terroristes dans les villes et sur les conduites de gaz, et procèdent au minage des routes. Ils attaquent également les ouvriers chinois présents sur les chantiers. Ces violences sont conduites par trois chefs de tribu, issus des tribus Bugti (Baloutches) et Marri, dont cheikh Mohamed Marri.
En juillet 2006, quelques centaines de Bugti ont soumis leur reddition au gouvernement. Le conflit s’est apaisé, et les chefs Nawad Akbar Bugti et Balach Marri se sont réfugiés dans les montagnes. Le premier est tué par l´armée pakistanaise le 26 août 2006.
Le ministre français des Affaires étrangères Bernard Kouchner a annoncé en mai 2009 qu'un touriste français s'était fait enlever au Baloutchistan. Deux mois auparavant, John Solecki (en), un fonctionnaire du HCR, avait été enlevé à Quetta par l'auto-proclamé Front de libération du Baloutchistan.
Le Pakistan accuse l’Inde de financer 40 centres d’entraînement terroriste au Baloutchistan[Quand ?] : la marine indienne voit d’un mauvais œil l’installation à ses portes de la marine chinoise.
En 2024, la guérilla est toujours active. L’Armée de libération du Baloutchistan qui revendique l’autonomie du Baloutchistan, compterait environ 3 000 soldats et davantage de sympathisants, regroupés notamment dans la région de Makran située au sud du Baloutchistan. En août 2024, une série d’attentats coordonnés, revendiqués par les séparatistes de l’Armée de libération du Baloutchistan fait 51 morts. Vers Musakhail, les séparatistes ont pris pour cible les véhicules sur une autoroute reliant le Pendjab et exécutés par balle les Pendjabis. Le 11 mars 2025, le Front de libération du Baloutchistan attaque le train Jaffar Express (en) à proximité de la ville de Sibi après avoir détruit la voie ferrée à l'aide d'explosifs, et prend en otages ses 450 passagers.

## Sources
- Le Dessous des cartes, Le Baloutchistan, 2006